# Remo nos Jogos Paralímpicos de Verão de 2016 - Quatro com misto
As disputas do quatro com misto, parte do remo nos Jogos Paralímpicos de Verão de 2016, foi realizada entre 9 e 11 de setembro na Lagoa Rodrigo de Freitas, Rio de Janeiro, Brasil.

## Resultados

### Classificatória
C1
| Pos. | Atletas                                                                             | País              | Tempo   | Notas |
| ---- | ----------------------------------------------------------------------------------- | ----------------- | ------- | ----- |
| 1    | Grace Clough Daniel Brown Pamela Relph James Fox Oliver Jamer                       | GBR Grã-Bretanha  | 3:25.08 | Q     |
| 2    | Qian Wang Hui Zhao Xinxin Chen Yunlong Wu Li Yu                                     | CHN China         | 3:29.66 |       |
| 3    | Shannon Murray Lucy Perold Dylan Troollope Dieter Rosslee Willie Morgan             | RSA África do Sul | 3:30.04 |       |
| 4    | Kathleen Murdoch Brock Ingram Jeremy McGrath Davinia Lefroy Josephine Burnand       | AUS Austrália     | 3:32.88 |       |
| 5    | Valentina Grassi Tommaso Schettino Luca Lunghi Florinda Trombetta Giuseppe di Capua | ITA Itália        | 3:37.37 |       |
| 6    | Margret Bangajena Michelle Garnett Takudzwa Gwariro Previous Wiri Jessica Davis     | ZIM Zimbabwe      | 4:08.63 |       |

C2
| Pos. | Atletas                                                                            | País               | Tempo   | Notas |
| ---- | ---------------------------------------------------------------------------------- | ------------------ | ------- | ----- |
| 1    | Jaclyn Smith Danielle Hansen Zachary Burns Dorian Weber Jennifer Sichel            | USA Estados Unidos | 3:21.65 | Q     |
| 2    | Victoria Nolan Meghan Montgomery Andrew Todd Curtis Halladay Kristen Kit           | CAN Canadá         | 3:24.69 |       |
| 3    | Anke Molkenthin Tino Kolitscher Valentin Luz Susanne Lackner Inga Thoene           | GER Alemanha       | 3:31.59 |       |
| 4    | Guylaine Marchand Anne-Laure Frappart Antoine Jesel Remy Taranto Robin Le Barreau  | FRA França         | 3:32.04 |       |
| 5    | Oleksandra Yankova Iryna Yarynka Oleksandr Bilonozhko Maksym Zhuk Volodymyr Kozlov | UKR Ucrânia        | 3:33.25 |       |
| 6    | Maria Dorn Gerheid Pahl Thomas Ebner Benjamin Strasser Erika Buchinger             | AUT Áustria        | 3:47.13 |       |

### Repescagem
R1
| Pos. | Atletas                                                                             | País         | Tempo   | Notas |
| ---- | ----------------------------------------------------------------------------------- | ------------ | ------- | ----- |
| 1    | Anke Molkenthin Tino Kolitscher Valentin Luz Susanne Lackner Inga Thoene            | GER Alemanha | 3:35.68 | Q     |
| 2    | Qian Wang Hui Zhao Xinxin Chen Yunlong Wu Li Yu                                     | CHN China    | 3:36.38 | Q     |
| 3    | Guylaine Marchand Anne-Laure Frappart Antoine Jesel Remy Taranto Robin Le Barreau   | FRA França   | 3:36.65 | q B   |
| 4    | Valentina Grassi Tommaso Schettino Luca Lunghi Florinda Trombetta Giuseppe di Capua | ITA Itália   | 3:42.45 | q B   |
| 5    | Margret Bangajena Michelle Garnett Takudzwa Gwariro Previous Wiri Jessica Davis     | ZIM Zimbabwe | 4:13.76 | q B   |

C2
| Pos. | Atletas                                                                            | País              | Tempo   | Notas |
| ---- | ---------------------------------------------------------------------------------- | ----------------- | ------- | ----- |
| 1    | Victoria Nolan Meghan Montgomery Andrew Todd Curtis Halladay Kristen Kit           | CAN Canadá        | 3:33.85 | Q     |
| 2    | Shannon Murray Lucy Perold Dylan Troollope Dieter Rosslee Willie Morgan            | RSA África do Sul | 3:36.49 | Q     |
| 3    | Kathleen Murdoch Brock Ingram Jeremy McGrath Davinia Lefroy Josephine Burnand      | AUS Austrália     | 3:37.29 | q B   |
| 4    | Oleksandra Yankova Iryna Yarynka Oleksandr Bilonozhko Maksym Zhuk Volodymyr Kozlov | UKR Ucrânia       | 3:42.59 | q B   |
| 5    | Maria Dorn Gerheid Pahl Thomas Ebner Benjamin Strasser Erika Buchinger             | AUT Áustria       | 3:58.96 | q B   |

### Finais
B
| Pos. | Atletas                                                                             | País          | Tempo   | Notas |
| ---- | ----------------------------------------------------------------------------------- | ------------- | ------- | ----- |
| 1    | Kathleen Murdoch Brock Ingram Jeremy McGrath Davinia Lefroy Josephine Burnand       | AUS Austrália | 3:30.59 |       |
| 2    | Guylaine Marchand Anne-Laure Frappart Antoine Jesel Remy Taranto Robin Le Barreau   | FRA França    | 3:31.64 |       |
| 3    | Oleksandra Yankova Iryna Yarynka Oleksandr Bilonozhko Maksym Zhuk Volodymyr Kozlov  | UKR Ucrânia   | 3:34.72 |       |
| 4    | Valentina Grassi Tommaso Schettino Luca Lunghi Florinda Trombetta Giuseppe di Capua | ITA Itália    | 3:35.76 |       |
| 5    | Maria Dorn Gerheid Pahl Thomas Ebner Benjamin Strasser Erika Buchinger              | AUT Áustria   | 3:45.98 |       |
| 6    | Margret Bangajena Michelle Garnett Takudzwa Gwariro Previous Wiri Jessica Davis     | ZIM Zimbabwe  | 4:07.56 |       |

A
| Pos.              | Atletas                                                                  | País               | Tempo   | Notas |
| ----------------- | ------------------------------------------------------------------------ | ------------------ | ------- | ----- |
| Medalha de ouro   | Grace Clough Daniel Brown Pamela Relph James Fox Oliver Jamer            | GBR Grã-Bretanha   | 3:17.17 |       |
| Medalha de prata  | Jaclyn Smith Danielle Hansen Zachary Burns Dorian Weber Jennifer Sichel  | USA Estados Unidos | 3:19.61 |       |
| Medalha de bronze | Victoria Nolan Meghan Montgomery Andrew Todd Curtis Halladay Kristen Kit | CAN Canadá         | 3:19.90 |       |
| 4                 | Anke Molkenthin Tino Kolitscher Valentin Luz Susanne Lackner Inga Thoene | GER Alemanha       | 3:27.34 |       |
| 5                 | Shannon Murray Lucy Perold Dylan Troollope Dieter Rosslee Willie Morgan  | RSA África do Sul  | 3:28.39 |       |
| 6                 | Qian Wang Hui Zhao Xinxin Chen Yunlong Wu Li Yu                          | CHN China          | 3:31.12 |       |